# تینو رسی
تینو رُسی (به فرانسوی: Tino Rossi) خواننده و هنرپیشهٔ فرانسوی بود.
او با نام اصلی کنستانتینو رُسی در ۲۹ آوریل ۱۹۰۷ در جزیرهٔ کرس کشور فرانسه به‌دنیا آمد.
بعدها او به یکی از خوانندگان تنور معروف کابارهای فرانسه و بُت‌های موسیقی عاشقانه در زمان خودش تبدیل شد. با استعدادی که در آوازخوانی اپرایی داشت به‌زودی با کاراکتر «لاتین عاشق‌پیشه» به نقش‌آفرینی در فیلم‌های سینمایی مشغول شد.
او طی دوران فعالیت هنری‌اش صدها اثر موسیقایی ضبط کرد و در بیش از ۲۵ فیلم بازی کرد که از معروف‌ترین آن‌ها می‌توان به درام تاریخی «Si Versailles m'était conté» ساختهٔ Sacha Guitry در سال ۱۹۵۳ اشاره کرد.
بالادهای عاشقانهٔ تینو رُسی در میان بانوان بسیار پرطرفدار بودند و همکاری‌اش با آهنگ‌سازانی چون رینالدو هان و ژول ماسنه Jules Massenet باعث می‌شد هر کجا که قرار بود برنامه‌ای اجرا کند تمام بلیت‌های‌اش به سرعت فروش بروند. در سال ۱۹۸۲ و به پاس فعالیت‌های هنری رُسی، فرانسوا میتران (رئیس جمهور وقت فرانسه) او را «فرماندهٔ لژیون افتخار» لقب نام داد.
رُسی در ۲۶ سپتامبر ۱۹۸۳ بر اثر سرطان لوزالمعده درگذشت. جسدش را در زادگاه‌اش و در مقبرهٔ خانوادگی‌شان به خاک سپردند.
در بزرگداشت‌اش یک خیابان و بندرگاه در جزیرهٔ کرس و یک میدان در شهر پاریس را به یاد او نام‌گذاری کرده‌اند. از رُسی در کتاب کمیک «آستریکس در جزیره کرس» هم یاد شده‌است.